# Chicago (spel om stick och kombinationer)
Chicago är ett kortspel, som sannolikt uppfanns i Sverige omkring år 1980. Det kan ses som en utveckling av det äldre spelet poängpoker, vilket i sin tur har uppkommit som en kombination av poker och det svenska kortspelet femkort. I likhet med de flesta andra kortspel utövas Chicago med smärre variationer i spelreglerna.

## Spelets idé
Varje deltagare får fem kort och får sedan göra ett byte med valfritt antal kort. Den deltagare som har den bästa pokerhanden får de poäng som dennes hand är värd. Proceduren med kortbyte upprepas två gånger till. Sedan spelas ett spel om stick där det gäller att vinna det sista sticket av fem.

## Poängtabell
- Par ger 1 poäng
- Två par ger 2 poäng
- Triss ger 3 poäng
- Straight (stege) ger 4 poäng
- Flush (färg) ger 5 poäng
- Kåk (ett par och en triss) ger 6 poäng
- Fyrtal ger 7 poäng
- Straight flush (färgstege) ger 8 poäng
- Royal straight flush (färgstege 10-ess) värderas till 52 poäng och ger omedelbar vinst
- Spelet (sista sticket) ger 5 poäng
- Chicago ger 15 poäng eller 15 poängs avdrag

## Regler
Antal spelare: 2-6
Antal kort: 52
Utse en protokollförare. Given ger varje spelare fem kort. I turordning får sedan alla som så önskar köpa nya kort, dvs. man kastar valfritt antal kort från handen och får lika många nya. Efter köpet får den spelare som har den bästa pokerhanden poäng enligt tabellen ovan.
Observera att i kortspelet Chicago så är det bara spelaren med den högsta handen som får poäng. Spelarna anger muntligt i tur och ordning, med början på förhand, vad för slags hand man har. Den som har en högre hand än den senast angivna säger vad för slags hand han har. Har man däremot en lägre hand än den senast namngivna säger man bara "pass".
I Chicago räcker det vanligtvis med att man säger till exempel "två par" eller "triss" utan att närmare precisera vilka par eller vilken triss. Först om flera har samma kombination måste händerna preciseras närmare, varvid vanliga pokerregler avgör vilken hand som är högst. Observera att det hela sker muntligt, utan att händerna visas upp.
Därefter får alla de spelare som så önskar göra ännu ett köp, och spelaren med den högsta handen får poäng igen enligt ovan. Det kan vara samme spelare, eller en annan om dennes köp föll bättre ut. Därefter görs ett tredje och sista köp.
Om en spelare som tidigare fått poäng för högsta handen vill bryta upp den kombinationen inför det följande köpet (för att förbättra sina chanser i det köpet eller förbättra sin hand inför sticktagningen), måste han visa upp sin hand innan köpet görs, eller vara beredd på att kunna visa upp de kastade korten efter omgångens slut. 
När poäng delats ut två gånger och det tredje köpet gjorts, spelar man fem stick med de fem kort man har. Förhand har första utspel, man måste följa färg och i annat fall saka, ingen trumf finns, högsta kortet i utspelsfärgen vinner och vinnaren av ett stick spelar ut i nästa. Man lägger dock inte ut korten i en hög mitt på bordet, utan placerar dem efterhand i en hög framför sig, med framsidan upp. De fyra första sticken har ingen betydelse; det viktiga är vem som tar det sista sticket. Vinnaren av det sista sticket får 5 poäng. Därefter visar alla upp korten de har i sin hög, och den som har den högsta handen får som vanligt poäng enligt pokermodellen ovan. Man summerar fortlöpande poängen och spelar över flera givar, till dess att någon av spelarna kommit upp i 52 poäng eller mer och därmed blir vinnare.

"Chicago": Om en spelare innan stickspelet börjar anser att han kan ta hem alla fem sticken, får han högt deklarera “Chicago”. Skulle han verkligen ta alla fem sticken, får han 15 poäng. Tar någon annan spelare hem ett stick avbryts spelet, och inga poäng delas ut för sista sticket eller bästa hand. Den spelare som deklarerat Chicago får i stället 15 minuspoäng. Man måste ha minst 15 poäng för att få deklarera Chicago.

## Varianter
I stället för att låta en färgstege ge 8 poäng och ett fyrtal 7 poäng, kan man spela med regeln att färgstegen ska vara värd 11 poäng och att den spelare som ska ha poäng för fyrtalet får välja mellan att själv erhålla 8 poäng eller att nollställa samtliga motspelares poäng. 
I en annan poängräkningsvariant ger alla slag av färgstegar vinst direkt, och ett fyrtal innebär att innehavaren får 7 poäng, samtidigt som övriga spelare åker ner till 0 poäng. I denna variant vinner den som först kommer till sammanlagt 51 poäng eller fler.
Köpstopp: en vanligt förekommande tilläggsregel är att man, när man kommit upp i 46 poäng eller fler, inte får köpa för att förbättra sin hand. Detta gäller dock inte i samma giv som man når eller överskrider 46 poäng, utan bara i de följande givarna.